# ألفريدو أوجارت
ألفريدو أوجارت (بالإسبانية: Alfredo Ugarte)‏ هو منافس ألعاب قوى تشيلي، (و. 1903  م).

## وصلات خارجية
- ألفريدو أوجارت على موقع أوليمبيديا (الإنجليزية)